# Люры
Люры — деревня в Баяндаевском районе Иркутской области России. Административный центр Люрского муниципального образования.
Деревня находится примерно в 8 км к югу от районного центра. Через деревню протекает река Люры (приток Мурина (бассейн Куды).

## Население
| 2002 | 2010 | 2011 | 2012 |
| ---- | ---- | ---- | ---- |
| 652  | ↘586 | ↘583 | ↘566 |

По данным Всероссийской переписи, в 2010 году в деревне проживало 586 человек (281 мужчина и 305 женщин).

## Палеогенетика
У образца KPT001 из могильника Khaptsagai на реке Люры определили митохондриальную гаплогруппу C4a1a3, у образца KPT002 (3870—3720 л. н., ранний бронзовый век) определили Y-хромосомную гаплогруппу CT и митохондриальную гаплогруппу C4, у образца KPT003 (4065—3890 л. н., ранний бронзовый век) определили Y-хромосомную гаплогруппу Q1a2a и митохондриальную гаплогруппу C4a1a3, у образца KPT004 (3841—3707 л. н., ранний бронзовый век) определили Y-хромосомную гаплогруппу Q1a и митохондриальную гаплогруппу A+152+16362+16189, у образца KPT005 (4142—3980 л. н., ранний бронзовый век) определили Y-хромосомную гаплогруппу Q-L53 и митохондриальную гаплогруппу D4j, у образца KPT006 определили митохондриальную гаплогруппу C4a2a1.